# Án mạng trên sông Nile (phim 2022)
Án mạng trên sông Nile (tựa gốc: Death on the Nile) là một bộ phim điện ảnh Anh – Mỹ thuộc thể loại trinh thám – giật gân ra mắt vào năm 2022 do Kenneth Branagh làm đạo diễn và đồng sản xuất, với phần kịch bản do Michael Green chắp bút. Dựa trên tiểu thuyết cùng tên năm 1937 của Agatha Christie, bộ phim này là phần tiếp theo của bộ phim ăn khách năm 2017 Án mạng trên chuyến tàu tốc hành Phương Đông và có sự tham gia của chính đạo diễn Branagh trong vai thám tử Hercule Poirot, cùng với dàn diễn viên hùng hậu gồm Tom Bateman (cũng trở lại từ phần phim đầu tiên), Annette Bening, Russell Brand, Ali Fazal, Dawn French, Gal Gadot, Armie Hammer, Rose Leslie, Emma Mackey, Sophie Okonedo, Jennifer Saunders và Letitia Wright.
Bộ phim là sự chuyển thể màn ảnh thứ ba của tiểu thuyết của nữ văn sĩ Christie, sau bộ phim năm 1978 và một tập của loạt phim truyền hình Agatha Christie's Poirot phát sóng vào năm 2004. Bộ phim được khởi quay vào tháng 9 năm 2019 tại Longcross Studios ở Anh cùng một vài địa điểm ở Maroc, và đóng máy vào tháng 12 cùng năm.
Bộ phim được phát hành ra rạp vào ngày 11 tháng 2 năm 2022 từ hãng 20th Century Studios. Việc ra mắt bộ phim này đã bị trì hoãn nhiều lần do đại dịch COVID-19 và các vụ lùm xùm xung quanh những cáo buộc lạm dụng tình dục đối với Hammer suốt từ ngày phát hành ban đầu là 20 tháng 12 năm 2019. Tác phẩm nhận về những lời nhận xét trái chiều từ giới chuyên môn sau khi ra mắt.

## Nội dung
Trong Chiến tranh thế giới thứ nhất, Hercule Poirot đã nghĩ ra một chiến lược giúp đại đội bộ binh Bỉ tiến lên, nhưng một cái bẫy đã làm mặt anh bị thương. Vị hôn thê của anh, y tá Katherine, nói với anh rằng anh có thể để ria mép nhằm che vết sẹo.
Năm 1937, tại một hộp đêm ở London, Poirot xem ca sĩ Salome Otterbourne biểu diễn và thấy Jacqueline "Jackie" de Bellefort khiêu vũ với vị hôn phu của cô, Simon Doyle. Người bạn thời thơ ấu của Jackie, Linnet Ridgeway, bước vào và được giới thiệu với Simon. Jackie đề nghị Linnet thuê Simon làm người đại diện cho bất động sản mới của cô ta, và cô ta đồng ý.
Sáu tuần sau, tại Ai Cập, Poirot gặp Bouc, bạn của ông và mẹ của Bouc, Euphemia. Bouc mời Poirot đến khách sạn để tham dự lễ cưới của cặp đôi Linnet và Simon. Những người khác tham gia chuyến đi hưởng tuần trăng mật của họ gồm có: cô hầu gái của Linnet, Louise Bourget; Salome và cháu gái / người quản lý Rosalie, bạn học của Linnet; Marie Van Schuyler, mẹ đỡ đầu của Linnet, người đi cùng với y tá Bowers; anh họ của Linnet, Andrew Katchadourian, người quản lý tài khoản của cô; và Bác sĩ Linus Windlesham. Linnet yêu cầu Poirot bảo vệ họ khỏi Jackie, người đã theo dõi họ đến Ai Cập. Poirot không thể khuyên can Jackie, người đang mang theo một khẩu súng.
Để thoát khỏi Jackie, cả nhóm lên tàu du lịch S.S. Karnak. Linnet nói với Poirot rằng cô không tin tưởng những vị khách. Trong một chuyến du ngoạn tới Abu Simbel, Bouc thú nhận rằng anh đang hẹn hò với Rosalie, bất chấp sự phản đối của mẹ anh; còn Poirot quan tâm đến Salome. Sau khi một tảng đá gần như rơi trúng Linnet và Simon, những vị khách quay lại tàu Karnak và phát hiện Jackie đã lên tàu. Poirot uống rượu sâm panh, tâm sự với Jackie rằng ông đã từ bỏ chuyện tình cảm sau khi Katherine chết trong một vụ nổ súng cối. Linnet đi ngủ và Simon đối mặt với Jackie, người đã bắn vào chân anh và cố gắng tự sát. Bouc và Rosalie đã can thiệp. Jackie được đưa về phòng của cô và bà Bowers giám sát cô suốt đêm. Bouc tìm gặp Bác sĩ Windlesham, người đã chữa trị cho Simon. Sáng hôm sau, Louise phát hiện Linnet đã chết do bị bắn vào đầu, và chiếc vòng cổ quý giá của cô đã bị lấy trộm.
Poirot, được hỗ trợ bởi Simon và Bouc, thẩm vấn những vị khách, những người có mối thù với Linnet hoặc sẽ được lợi gì từ cái chết của cô:
- Louise định từ bỏ công việc hầu hạ Linnet để kết hôn, nhưng Linnet đã phá bỏ hôn ước.
- Windlesham đã đính hôn với Linnet đến khi cô bỏ rơi anh vì Simon.
- Andrew đã biển thủ từ Linnet.
- Gia đình giàu có trước đây của Bowers đã bị hủy hoại bởi bố của Linnet trong cuộc Đại khủng hoảng.
- Van Schuyler là người thừa hưởng di chúc của Linnet. Bà và Bowers là người yêu đồng giới của nhau.
- Salome từng bị phân biệt chủng tộc bởi Linnet từ nhiều năm trước.
- Euphemia tìm thấy chiếc vòng cổ của Linnet. Poirot nghi ngờ bà đã phẫn nộ với Linnet vì cô đã giới thiệu Bouc cho Rosalie.
- Jackie là người bị Simon bỏ rơi vì Linnet.

Khẩu súng của Jackie được nạo vét từ sông Nile, được quấn trong chiếc khăn quàng cổ mất tích của Van Schuyler và một chiếc khăn tay dính máu. Poirot tiết lộ rằng Euphemia đã thuê ông điều tra Rosalie. Ông kết luận rằng Rosalie xứng đáng với tình cảm của con trai bà. Rosalie, tức giận vì bị điều tra, xông ra ngoài và phát hiện thi thể của Louise. Cổ họng cô đã bị rạch, trong người cô có xấp tiền, vì vậy Poirot nghi ngờ cô đã chứng kiến vụ giết hại Linnet và tống tiền hung thủ. Tra hỏi Bouc cùng với Simon, Poirot suy luận rằng Bouc đã tìm thấy Linnet đã chết và lấy trộm chiếc vòng cổ của cô để có được sự tự do tài chính từ mẹ anh ta, nhưng hoảng sợ và bỏ nó vào đồ đạc của Euphemia. Bouc đã chứng kiến vụ giết hại Louise, nhưng trước khi anh ta có thể tiết lộ hung thủ, anh ta đã bị bắn chết. Poirot đuổi theo hung thủ nhưng chỉ thấy khẩu súng bị bỏ lại.
Tập hợp những vị khách còn sống sót trong quầy rượu, Poirot tiết lộ rằng Simon đã giết Linnet, với Jackie đóng vai trò chủ mưu. Họ vẫn là người yêu của nhau, và sắp đặt mối tình lãng mạn của Simon với Linnet hòng chiếm đoạt tài sản thừa kế của cô. Jackie bỏ thuốc mê vào rượu sâm panh của Poirot và giả vờ bắn Simon bằng cách sử dụng đạn giả. Simon đã sử dụng màu sơn đỏ ăn cắp từ Euphemia để làm giả vết thương của mình. Trong khi Jackie đánh lạc hướng Bouc và Rosalie, Simon đã chạy đến phòng của Linnet, giết cô và quay lại quầy rượu, tự bắn vào chân mình, tiếng súng được giảm thanh bởi khăn quàng cổ của Van Schuyler. Jackie giết Louise bằng dao mổ của Windlesham và giết Bouc bằng khẩu súng của Andrew. Đối mặt với bằng chứng là chiếc khăn tay nhuốm màu sơn của Simon, Jackie - biết rằng không còn lối thoát - ôm lấy Simon và bắn từ sau lưng anh, phát súng giết chết cả hai người. Khi những vị khách xuống tàu, Poirot không thể thổ lộ tình cảm của mình với Salome. Sáu tháng sau, Poirot cạo sạch ria mép và đến thăm hộp đêm của Salome để xem cô tập hát.

## Diễn viên
- Kenneth Branagh ...	Thám tử Hercule Poirot
- Tom Bateman ...	Bouc: Bạn của Hercule Poirot
- Annette Bening ...	Euphemia Bouc: một họa sĩ nổi tiếng và mẹ của Bouc
- Russell Brand ...	Linus Windlesham: bác sĩ, người nhiều lần cầu hôn Linnet nhưng không thành
- Ali Fazal ...	Andrew Katchadourian: Anh họ và người được ủy thác của Linnet
- Dawn French ...	Bowers: Y tá và người tình của Marie Van Schuyler
- Gal Gadot ...	Linnet Ridgeway-Doyle: người thừa kế giàu có
- Armie Hammer ...	Simon Doyle: chồng của Linnet
- Rose Leslie ...	Louise Bourget: Người giúp việc riêng của Linnet
- Emma Mackey ...	Jacqueline "Jackie" de Bellefort: Người tình bị khinh bỉ của Simon
- Sophie Okonedo ...	Salome Otterbourne: một ca sĩ nhạc jazz nổi tiếng
- Jennifer Saunders ...	Marie Van Schuyler: Mẹ đỡ đầu của Linnet và một người theo chủ nghĩa xã hội cộng sản
- Letitia Wright ...	Rosalie Otterbourne: Quản lý của nhà hàng Salome Otterbourne, cũng là cháu gái của Salome Otterbourne
- Susannah Fielding	...	Katherine: y tá, bạn gái Hercule Poirot thời Thế chiến thứ 1
- Rick Warden	...	Monsieur Blondin
- Michael Rouse	...	Binh nhì Laurin
- Alaa Safi	...	Hạ sĩ
- Orlando Seale	...	Đội trưởng Rens
- Charlie Anson	...	Trung sĩ Verhaeren
- Noel White	...	Maître 'D Chez Ma Tente
- Victor Alli	...	Marc Yves
- Rachel Feeney	...	Maxine Cardiff
- Sarah Eve	...	Hattie Pyne
- Aron Julius	...	Will Goodwin
- Francis Lovehall	...	Allerton Mcnaught
- Stacy Abalogun	...	Elinor Glyn
- Naveed Khan	...	Thuyền trưởng Mahmoud
- Katie Smale	...	Berel Genevese
- Kemi Awoderu	...	Alessande Johar

## Sản xuất

### Phát triển
Vào năm 2015, chắt của Christie là James Prichard, chủ tịch của Agatha Christie Limited, bày tỏ sự hào hứng với các phần tiếp theo, với lý do là sự hợp tác tích cực với Branagh và đội ngũ sản xuất. Vào tháng 5 năm 2017, Branagh bày tỏ sự quan tâm đến các phần tiếp theo nếu bộ phim đầu tiên thành công. Vào ngày 20 tháng 11 năm 2017, có thông báo rằng 20th Century Fox đang phát triển Án mạng trên sông Nile như phần tiếp theo của phiên bản Án mạng trên chuyến tàu tốc hành Phương Đông với Michael Green quay lại viết kịch bản và Kenneth Branagh chuẩn bị quay lại với vai Poirot, và phía sau máy quay với tư cách là đạo diễn.
Tháng 9 năm 2018, Gal Gadot tham gia dàn diễn viên. Cùng tháng đó, Paco Delgado được thuê để thiết kế trang phục. Vào tháng 10 năm 2018, Armie Hammer tham gia dàn diễn viên và Tom Bateman đã được xác nhận sẽ tiếp tục đảm nhận vai Bouc cho bộ phim. Vào tháng 1 năm 2019, Jodie Comer đã tham gia dàn diễn viên. Vào tháng 4 năm 2019, Letitia Wright tham gia dàn diễn viên. Annette Bening đã đàm phán để tham gia vào tháng 6. Russell Brand tham gia dàn diễn viên vào tháng 8 năm 2019. Ali Fazal, Dawn French, Rose Leslie, Emma Mackey, Sophie Okonedo và Jennifer Saunders được bổ sung vào tháng 9, Comer không tham gia.

### Quay phim
Những cảnh quay chính bắt đầu vào ngày 30 tháng 9 năm 2019, tại phim trường Longcross ở Surrey, Anh. Bộ phim đáng lẽ được quay ở Maroc thay vì Ai Cập, nhưng việc quay phim chỉ diễn ra ở Anh.
Một chiếc thuyền đã được tái tạo, cũng như Đền thờ Abu Simbel. Viên kim cương màu vàng Tiffany được sử dụng cho bộ phim. Việc quay phim kéo dài đến ngày 18 tháng 12 năm 2019.

### Hậu kỳ
Úna Ní Dhonghaíle từng là người biên tập cho Án mạng trên sông Nile. Double Negative (DNEG) cung cấp hiệu ứng hình ảnh cho phim, với nghệ sĩ hiệu ứng đặc biệt từng đoạt giải Oscar, George Murphy là người giám sát hiệu ứng hình ảnh tổng thể. VFX bổ sung được cung cấp bởi Lola VFX và Raynault VFX.

### Âm nhạc
Vào tháng 1 năm 2019, Patrick Doyle, cộng tác viên thường xuyên trong các bộ phim của Branagh (bao gồm cả phần trước của bộ phim), được công bố là nhà soạn nhạc cho bộ phim.

## Phát hành

### Chiếu rạp
Bộ phim đã có buổi ra mắt thế giới tại Pháp và Hàn Quốc vào ngày 9 tháng 2 năm 2022. Sau nhiều lần bị dời lịch chiếu do đại dịch COVID-19, bộ phim được ra rạp vào ngày 11 tháng 2 năm 2022, bởi 20th Century Studios. Bộ phim ban đầu được ấn định phát hành vào ngày 20 tháng 12 năm 2019, trước khi được dời lại đến ngày 9 tháng 10 năm 2020 do vấn đề sản xuất. Sau đó, phim bị lùi lại hai tuần đến ngày 23 tháng 10 và một lần nữa đến ngày 18 tháng 12, do doanh thu phòng vé trong nước của Tenet kém hiệu quả trong đại dịch COVID-19. Vào tháng 11 năm 2020, hãng phim đã loại bỏ bộ phim cùng với Giải cứu "Guy" khỏi lịch phát hành sắp tới cho đến khi có thông báo mới. Tháng tiếp theo, bộ phim được dời lịch sang ngày 17 tháng 9 năm 2021. Vào tháng 3 năm 2021, sau đó nó được chuyển sang ngày hiện tại là 11 tháng 2 năm 2022. Bộ phim đã bị cấm ở Lebanon và Kuwait do mối quan hệ trước đây của Gadot với Lực lượng Phòng vệ Israel. Bộ phim đã được phép phát hành ở Ả Rập Xê Út và Tunisia. Phim được phát hành tại Trung Quốc vào ngày 19 tháng 2 năm 2022, trở thành bom tấn Hollywood đầu tiên được phát hành tại thị trường Trung Quốc sau Ma trận: Hồi sinh, được phát hành vào ngày 14 tháng 1 năm 2022.

### Truyền thông
Disney đã chi 18 triệu đô cho quảng cáo truyền hình để quảng bá bộ phim vào thời điểm nó được công chiếu tại rạp. Nhà phân tích mạng xã hội RelishMix cho biết bộ phim đã đạt được 217,9 triệu lượt tương tác trên mạng xã hội, "theo các chuẩn mực xã hội cho một chiến dịch bắt đầu từ 18 tháng trước vào tháng 8 năm 2020 và vật lộn với các ngày tái bùng phát của Covid và các tin tức tiêu đề khác, chẳng hạn như Armie Hammer. Deadline Hollywood cho biết chiến dịch tiếp thị của Disney "dựa trên một Gadot ít nói trên mạng xã hội, người đã hoạt động tích cực hơn trong Lệnh truy nã đỏ."

### Ấn phẩm tại nhà
Bộ phim được phát hành dưới dạng kỹ thuật số vào ngày 29 tháng 3 năm 2022 và trên Blu-ray, DVD và Ultra HD Blu-ray vào ngày 5 tháng 4 bởi 20th Century Studios Home Entertainment.

## Đánh giá

### Lượt xem trực tuyến
Theo trang tổng hợp phát trực tuyến Reelgood, Án mạng trên sông Nile là bộ phim được xem nhiều nhất trên tất cả các nền tảng, trong tuần của ngày 6 tháng 4 năm 2022. Theo Whip Media, Án mạng trên sông Nile là bộ phim được xem nhiều nhất trên tất cả các nền tảng, tại Hoa Kỳ, trong tuần từ ngày 8 tháng 4 năm 2022 đến ngày 10 tháng 4 năm 2022.

### Phòng vé
Tính đến ngày 8 tháng 5 năm 2022, Án mạng trên sông Nile đã thu về 45,6 triệu đô ở Mỹ và Canada, và 91,6 triệu đô ở các vùng lãnh thổ khác, với tổng doanh thu toàn cầu là 137,3 triệu đô.
Tại Mỹ và Canada, Án mạng trên sông Nile được phát hành cùng với Cưới em đi và Phi vụ đen, và được dự đoán sẽ thu về 11–17 triệu đô từ 3.280 rạp trong tuần đầu công chiếu. Bộ phim đã thu về 12,9 triệu đô trong tuần đầu công chiếu, đứng đầu phòng vé. Nhìn chung khán giả trong thời gian công chiếu là 51% nam giới, 77% trên 25 tuổi, 47% trên 35 tuổi và 28% trên 45 tuổi. Sự phân chia sắc tộc của khán giả cho thấy 57% là người da trắng, 15% người Mỹ gốc Tây Ban Nha và Latinh, 13% người Mỹ gốc Phi và 15% người châu Á hoặc khác. Bộ phim đã kiếm được 6,6 triệu đô trong tuần thứ hai, và 4,5 triệu đô trong tuần thứ ba, đứng thứ tư cả hai tuần. Bộ phim kiếm được 2,75 triệu đô trong tuần thứ tư, 2,4 triệu đô trong tuần thứ năm, và 1,65 triệu đô trong tuần thứ sáu. Bộ phim rớt khỏi top 10 phòng vé trong tuần thứ bảy, đứng thứ 11 với 630.520 đô.
Bên ngoài Mỹ và Canada, bộ phim đã thu về 20,7 triệu đô trong tuần đầu công chiếu từ 47 thị trường quốc tế. Phim khởi chiếu tại Trung Quốc vào ngày 19 tháng 2 năm 2022. Phim mở màn kém tại đây, chỉ xếp thứ tư sau ba phim Trung Quốc với 5,9 triệu đô. Bao gồm cả lần ra mắt tại Trung Quốc, bộ phim đã kiếm được 19,8 triệu đô trong tuần thứ hai ở thị trường quốc tế. Phim kiếm thêm 10,6 triệu đô vào cuối tuần thứ ba, vượt mốc 100 triệu đô trên toàn thế giới, 5,1 triệu đô trong tuần thứ tư, 3 triệu đô trong tuần thứ năm, và 1,6 triệu đô trong tuần thứ sáu.

### Phản ứng quan trọng
Trên trang web tổng hợp phê bình Rotten Tomatoes, 62% trong số 284 bài phê bình của các nhà phê bình là tích cực, với điểm trung bình là 5,9/10. Sự đồng thuận của trang web có nội dung: "Lỗi thời, bộ phim mang tính giải trí cao được làm sống động nhờ dàn diễn viên toàn sao và tình cảm rõ ràng của ngôi sao đạo diễn Kenneth Branagh đối với bộ phim." Metacritic, sử dụng thang điểm trung bình, đã cho bộ phim số điểm là 52 trên 100, dựa trên 51 nhà phê bình, cho biết "các bài đánh giá khen chê lẫn lộn". Khán giả được thăm dò bởi CinemaScore đã cho điểm trung bình của phim là "B" trên thang điểm từ A+ đến F, giống như phần trước của nó, trong khi những người ở PostTrak cho điểm tích cực là 77%, với 57% nói rằng họ chắc chắn sẽ giới thiệu nó..

### Giải thưởng
Bộ phim được đề cử cho Phim hành động/phiêu lưu hay nhất tại Lễ trao giải Sao Thổ lần thứ 47.

## Phần tiếp theo
Trong một cuộc phỏng vấn vào tháng 12 năm 2017 với Associated Press, Branagh đã thảo luận về việc phát triển bản chuyển thể của Death on the Nile với khả năng có nhiều phim tiếp theo, có khả năng tạo ra một "vũ trụ điện ảnh" mới gồm các phim của Christie:
"Tôi nghĩ là có khả năng, phải không? Với 66 cuốn sách, truyện ngắn và vở kịch của cô ấy — và cô ấy thường tập hợp mọi người lại với nhau trong những cuốn sách của chính mình một cách bẩm sinh nào đó — cô ấy thích điều đó," anh nói. "Bạn cảm thấy như thể có một thế giới — giống như với Charles Dickens, có một thế giới hoàn chỉnh mà cô ấy đã tạo ra — một số kiểu nhân vật sống trong thế giới của cô ấy — mà tôi nghĩ có khả năng thực sự."

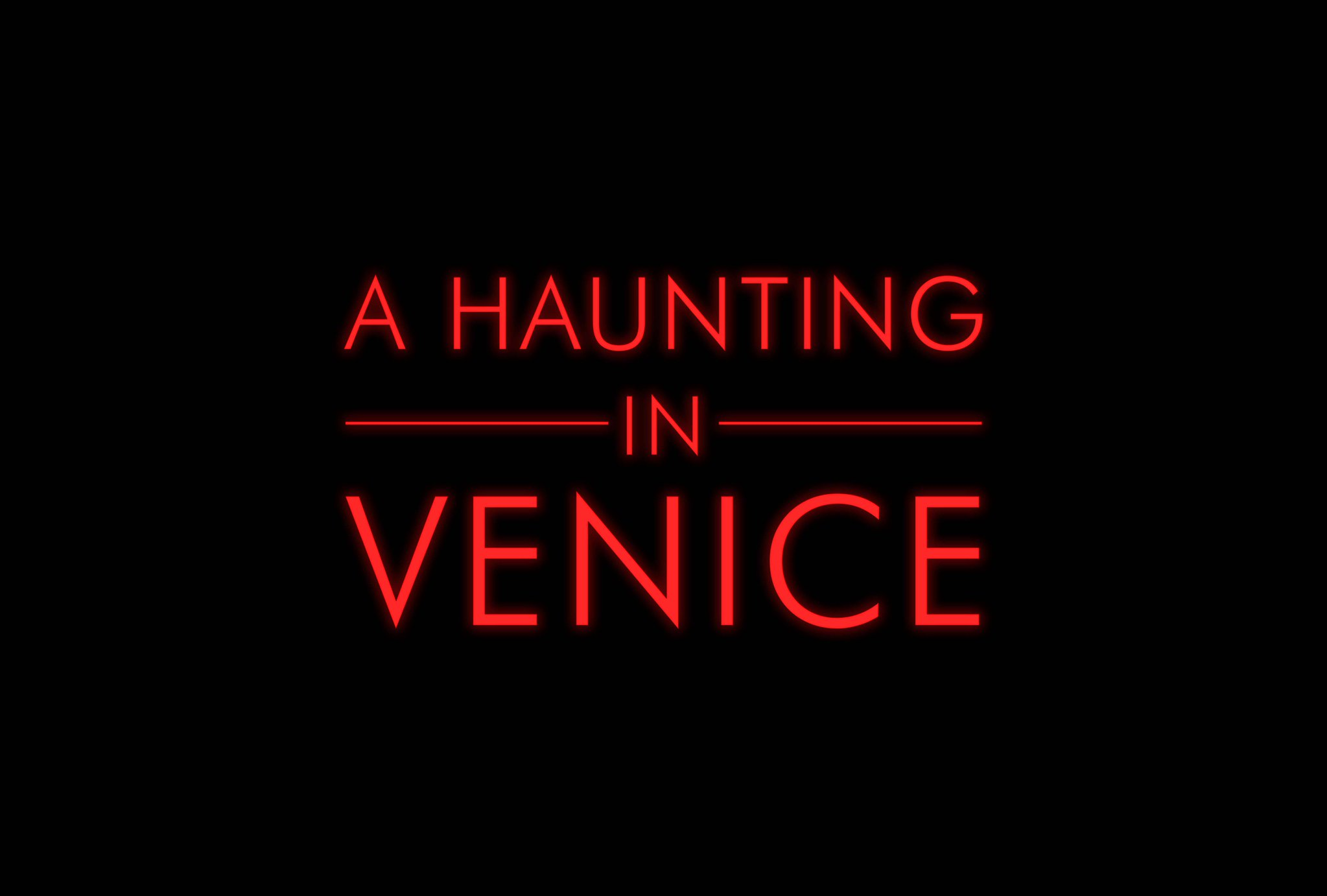
Logo chính thức cho phần tiếp theo

Vào tháng 2 năm 2022, Branagh tuyên bố rằng các cuộc thảo luận về các bộ phim bổ sung đang diễn ra. Nhà làm phim và ngôi sao điện ảnh nói rằng anh ấy hy vọng loạt phim này sẽ trở thành nhượng quyền thương mại của nhiều bộ phim khác nhau bao gồm nhiều nhân vật khác do Agatha Christie tạo ra, bao gồm cả Jane Marple. Đến tháng 3 cùng năm, Chủ tịch của 20th Century Studios Steve Asbell xác nhận rằng bộ phim thứ ba đang được phát triển. Branagh sẽ trở lại với vai trò đạo diễn và nhân vật chính, trong khi Michael Green một lần nữa sẽ đảm nhận vai trò biên kịch. Phần phim thứ ba sẽ diễn ra ở "Venice thời hậu chiến"; một bản chuyển thể "của một trong những tiểu thuyết ít được biết đến". Phần phim thứ ba đã được xác nhận vào ngày 10 tháng 10 năm 2022 dưới dạng chuyển thể từ Hallowe'en Party mang tên Án mạng ở Venice. Brannagh sẽ một lần nữa chỉ đạo và đóng vai Poirot. Bộ phim cũng sẽ có sự tham gia của Tina Fey, Jamie Dornan, Dương Tử Quỳnh, Kyle Allen, Camille Cottin và Jude Hill, cùng nhiều diễn viên khác.